# David Martínez (Fußballspieler, 2006)
David Enmanuel Martínez Morales (* 7. Februar 2006 in El Tigre) ist ein venezolanischer Fußballspieler, der als Stürmer für Los Angeles FC in der Major League Soccer spielt.

## Karriere
Martínez wurde in El Tigre im Bundesstaat Anzoátegui geboren und wuchs im benachbarten San José de Guanipa auf, nahe der Grenze zum Bundesstaat Monagas. Seine fußballerische Laufbahn begann beim lokalen Verein Club Maniceros de El Tigre. Bei einem Jugendturnier in Puerto Ordaz spielte er mit der U12 seines Teams gegen ältere Nachwuchsmannschaften von Monagas SC und überzeugte mit starken Leistungen, weshalb der damalige Entwicklungsleiter des venezolanischen Fußballverbands, Daniel Cesca, auf ihn aufmerksam wurde. Ab 2017 trainierte Martínez zweimal wöchentlich bei Monagas, spielte jedoch weiterhin offiziell für Tigre. Ein Jahr später wechselte er endgültig in die Nachwuchsabteilung von Monagas.
In der Saison 2022 schaffte Martínez den Sprung in den Profikader. Sein Debüt in der ersten venezolanischen Liga gab er bei einem 3:1-Sieg gegen AC Mineros de Guayana, als er in der zweiten Halbzeit eingewechselt wurde. Schon in seinem fünften Einsatz gelang ihm sein erstes Profitor – ein sehenswerter Distanzschuss beim 2:0 gegen Zulia FC.
Am 11. Oktober 2023 wurde er von der britischen Zeitung The Guardian als eines der 60 vielversprechendsten Fußballtalente des Jahrgangs 2006 weltweit ausgezeichnet.
Am 1. Februar 2024 wechselte Martínez in die nordamerikanische Major League Soccer zu Los Angeles FC.

## Nationalmannschaft
Im Januar 2023 wurde Martínez in den Kader der venezolanischen U-20-Nationalmannschaft für die Südamerikameisterschaft berufen, bei der Venezuela den fünften Platz belegte.
Wenig später übernahm er die Kapitänsbinde der U-17-Auswahl bei der U-17-Südamerikameisterschaft. Dort traf er in den ersten drei Spielen jeweils einmal und erzielte zudem ein wichtiges Tor im 2:0-Sieg gegen Paraguay in der Finalrunde. Dieser Sieg sicherte Venezuela die Teilnahme an der U-17-Weltmeisterschaft 2023. Für seine Leistungen wurde er als einer der herausragenden Spieler des Turniers gefeiert.
Martínez wurde außerdem in die venezolanische U-23-Nationalmannschaft berufen und debütierte bereits im Juni 2023 erstmals für die A-Nationalmannschaft.

## Persönliches
Sein älterer Bruder Estéban Martínez ist ebenfalls Profifußballer und spielt als Innenverteidiger für Monagas.